# Bibliotheksarten
Die Einteilung von Bibliotheken in verschiedene Bibliotheksarten oder Bibliothekstypen lässt sich anhand verschiedener Kriterien wie Größe, Sammelschwerpunkt, Trägerschaft und Funktion vornehmen. Eine geläufige Unterteilung ist die in öffentliche Bibliotheken und wissenschaftliche Bibliotheken.
Die Öffentlichen Bibliotheken dienen der allgemeinen Literaturversorgung der Bevölkerung zur Bildung und Unterhaltung, während die Wissenschaftlichen Bibliotheken vor allem der wissenschaftlichen Ausbildung und Forschung dienen. Öffentliche Bibliotheken sind in der Regel Universalbibliotheken (mit einem gewissen Schwerpunkt auf der Belletristik) und in der Regel für eine Stadt oder einen Stadtteil zuständig.
Hinsichtlich ihres Sammelschwerpunktes lassen sich Universalbibliotheken und Spezial- oder Fachbibliotheken unterscheiden. Bei der Möglichkeit einer Ausleihe von Medien unterscheidet man Leihbibliothek und Präsenzbibliothek.
Das Bibliothekswesen ist in Deutschland, Österreich, der Schweiz und anderen Ländern unterschiedlich strukturiert. Die geschichtliche Entwicklung und föderalistische Struktur hat vor allem in Deutschland dazu geführt, dass sich kein zentralistisches, einheitlich organisiertes Bibliothekswesen ausbilden konnte.
Die Begriffe elektronische, digitale und virtuelle Bibliothek kennzeichnen eine bestimmte Bibliotheksform. Häufig handelt es sich jedoch bei den so genannten Einrichtungen nicht um Bibliotheken, sondern z. B. um Internetportale oder elektronische Publikationen.
Im Mittelalter spielte die Institution der Klosterbibliothek eine bedeutende Rolle bei der Bewahrung von Wissen.
Die Grenzen zwischen einzelnen Bibliothekstypen sind nicht immer eindeutig zu ziehen. Auch gibt es Überschneidungen zwischen Bibliotheken, Archiven und Dokumentationseinrichtungen.

## Liste
| - Adelsbibliothek - Amtsbibliothek - Archivbibliothek - Arbeiterbibliothek - Artothek - Ausleihbibliothek - Behördenbibliothek - Blindenbücherei - Digitale Bibliothek - Diözesanbibliothek - Dombibliothek - Einheitsbibliothek - Elektronische Bibliothek - Fachbibliothek - Fachhochschulbibliothek - Fachinformationszentrum - Fahrbibliothek - Fernbibliothek - Filmbibliothek - Firmenbibliothek - Forschungsbibliothek - Freihandbibliothek - Frauenbibliothek - Gebrauchsbibliothek - Gefangenenbibliothek - Gelehrtenbibliothek - Handbibliothek - Hochschulbibliothek - Hofbibliothek - Holzbibliothek | - Hor Trai - Hörbücherei - Institutsbibliothek - Hybride Bibliothek - Kantonsbibliothek - Kinder- und Jugendbibliothek - Kirchliche Öffentliche Bibliothek - Klosterbibliothek - Krankenhausbibliothek - Kreisbibliothek - Landesbibliothek - Leihbibliothek - Literaturdatenbank - Magazinbibliothek - Mediathek - Musikbibliothek - Nationalbibliothek - Notenbibliothek - Öffentliche Bibliothek - One Person Library - Parlamentsbibliothek - Partothek oder Partithek - Patientenbibliothek - Präsenzbibliothek - Präsidentenbibliothek - Privatbibliothek - Provinzialbibliothek - Ratsbibliothek - Rechtsbibliothek - Regionalbibliothek | - Schulbibliothek - Schulmediothek - Speicherbibliothek - Spezialbibliothek - Staatsbibliothek - Stadtbibliothek - Stiftsbibliothek - Universalbibliothek - Universelle Bibliothek - Universitätsbibliothek - Unternehmensbibliothek - Virtual Manuscript Room - Virtuelle Bibliothek - Virtuelle Fachbibliothek - Werkbibliothek - Wissenschaftliche Bibliothek |

## Deutschland

### Einteilung nach Funktionsstufen
Der Bibliotheksplan '73 und das von der Bundesvereinigung Deutscher Bibliotheksverbände erstellte Positionspapier Bibliotheken '93 empfehlen eine Einteilung der Bibliotheken nach ihrem Aufgabenbereich für die Literaturversorgung. Dabei werden vier Funktionsstufen unterschieden:
- 1. Stufe: Grundbedarf
 (kleine und mittlere öffentliche Bibliotheken)
- 2. Stufe: gehobener Bedarf
 (Zentralbibliotheken in größeren Städten)
- 3. Stufe: spezialisierter Bedarf
 (Hochschulbibliotheken, Landesbibliothek, Spezialbibliotheken und Zentrale Bibliotheken großer Großstädte)
- 4. Stufe: hochspezialisierter Bedarf
(Deutsche Nationalbibliothek (früher Die Deutsche Bibliothek), Zentrale Fachbibliotheken, Sondersammelgebiete)

### Einteilung in der Bibliotheksstatistik
Die Deutsche Bibliotheksstatistik unterscheidet Wissenschaftliche Bibliotheken auf der einen und Öffentliche Bibliotheken auf der anderen Seite.
Zu den Wissenschaftlichen Bibliotheken gehören Nationalbibliothek und Zentrale Fachbibliothek (4. Stufe), Regionalbibliothek,
Universitätsbibliothek und andere Hochschulbibliotheken (3. Stufe) in verschiedener Organisationsform sowie Spezialbibliotheken.
Bei den öffentlichen Bibliotheken werden Hauptbibliothek (2. Stufe), Grundbibliothek (1. Stufe) und Elementarbibliothek sowie Fahrbibliothek, Kinder- und Jugendbibliothek, Patientenbibliothek, Musikbibliothek, Gefängnisbibliothek, Artothek, Truppenbibliothek, Blindenbibliothek und Werkbibliothek unterschieden.

## Schweiz
In der Schweiz ist folgende Einteilung üblich:
- Allgemeine öffentliche Bibliotheken (früher Volksbibliotheken)
- Studien- und Bildungsbibliotheken
- Allgemeine wissenschaftliche Bibliotheken
- Wissenschaftliche Spezialbibliotheken

In dieser Einteilung entspricht der Typus der Allgemeinen wissenschaftlichen Bibliothek in etwa der 3. Funktionsstufe der deutschen Bibliotheken, wobei die großen Universitätsbibliotheken wie die Universitätsbibliothek Basel traditionell öffentlich sind. Studien- und Bildungsbibliotheken wären nach der deutschen Einteilung je nach Bibliothek zwischen der 1. und 3. Stufe anzusiedeln, indem sie sowohl Literatur für ein breites Publikum führen, aber auch z. B. einem städtischen oder kantonalen Sammelauftrag nachkommen und über umfangreiche Altbestände verfügen können. Zu diesem Bibliothekstyp gehören zahlreiche Kantonsbibliotheken und größere Stadtbibliotheken.

### Bibliothekslandschaft Schweiz
Das Bibliothekswesen wird in der Schweiz vor allem von den Kantonen und den Gemeinden bestimmt, wie dies auch für die Kultur und das Unterrichtswesen der Fall ist. Dies bedeutet, dass die Bevölkerung ein Mitspracherecht hat und dies bei Volksabstimmungen über Neubauten, Umbauten oder Budgets von Bibliotheken geltend machen kann. Die Bibliotheken sind aufgrund von Budgetkürzungen oft zur Sparsamkeit gezwungen. Dies hat zur Folge, dass viele Bibliotheken von Vereinen und Stiftungen finanziell unterstützt werden müssen.
Aufgrund der herrschenden Kantonshoheit (Föderalismus) in der Schweiz gibt es nur drei öffentliche Bibliotheken, welche dem Bund unterstellt sind: die Sammlungen der Eidgenössischen Technischen Hochschulen von Zürich und Lausanne und die Schweizerische Nationalbibliothek.
Für die Allgemein öffentlichen Bibliotheken und die wissenschaftlichen Sammlungen sind in Bezug auf die Buchproduktionen vor allem Bücher aus dem Ausland wichtig. Einzig die Schweizerische Nationalbibliothek legt den Sammelschwerpunkt auf schweizerische Publikationen. Obwohl die Schweiz das Pflichtexemplarrecht nicht kennt, besteht zwischen den Bibliotheken und den Verlagen oft ein Abkommen, welches letztere verpflichtet, ein Belegsexemplar abzuliefern.

#### Gesamtschweizerische Dienstleistungen
Die Stiftung Bibliomedia Schweiz (bis 2002: Schweizerische Volksbibliothek) setzt sich seit ihrer Gründung im Jahr 1920 für die Entwicklung der öffentlichen Bibliotheken und die Leseförderung in der Schweiz ein. Sie leistet Beiträge an Bibliotheksneugründungen und beliefert lokale Bibliotheken und Schulen mit bedarfsgerecht zusammengestellten Leihbeständen in allen Landessprachen und 10 weiteren Fremdsprachen. Damit trägt sie zu einer ausgeglichenen Versorgung aller Landesteile mit attraktiven Bibliotheksangeboten bei. Zudem entwickelt und koordiniert sie nationale Kampagnen und Projekte zur Leseförderung.
Die Genossenschaft Schweizer Bibliotheksdienst wurde 1965 gegründet. Sie unterstützt das Bibliothekswesen finanziell und vergibt Stipendien an Mitarbeiter von Schweizer Bibliotheken zur beruflichen Weiterbildung im Ausland. Sie fördert vor allem Schul- und Gemeindebibliotheken und ist eine selbsttragende Genossenschaft.
Die Schweizerische Nationalbibliothek stellt mit dem „Gesamtkatalog ausländischer Schriften in Schweizer Bibliotheken“ und dem „Verzeichnis ausländischer Zeitschriften und Serien in Schweizer Bibliotheken“ zwei bedeutsame Recherchemittel zur Verfügung. Außerdem hat sie eine tragende Rolle im interbibliothekarischen Leihverkehr.
Die Schweizerische Bibliotheksstatistik wird jährlich erhoben und im statistischen Jahrbuch der Schweiz veröffentlicht. Die Betreuung unterliegt dem Bundesamt für Statistik und dem Berufsverband (BBS).
Der Föderalismus hat für das Bibliothekswesen auch Nachteile. Viele Projekte, die einen Nutzen für das ganze Land hätten, scheitern an der mühsamen Bürokratie der Kantone. Dies zeigt sich auch darin, dass in der Schweiz nie eine Bildung von Sammelschwerpunkten nach dem Vorbild der Sondersammelgebiete in Deutschland (Sondersammelgebietsplan der Deutschen Forschungsgemeinschaft) realisiert werden konnte. Einzig die Publikation „Information Schweiz“ kommt dem Projekt nahe. In diesem Werk sind über 1250 Bibliotheken, Archive, Dokumentationsstellen und Datenbankanbieter der Schweiz und des Fürstentums Liechtenstein verzeichnet.

### Geschichtliches zur Schweizer Bibliothekslandschaft
Die Schweizer Bibliothekslandschaft ist äußerst komplex und die Zuordnung der Bibliotheken zu Kategorien schwierig.
Ein Blick auf die Schweizer Geschichte und die Entwicklung des schweizerischen Bibliothekswesens kann hier Klarheit schaffen.
Im Mittelalter werden die ersten Bibliotheken in Klöstern gegründet und sind häufig an ein Scriptorium angegliedert. Die Reformation im 16. Jahrhundert bedeutet einen kulturpolitischen Einschnitt, Bibliotheken werden von der Kirche losgelöst und die Vorläufer der heutigen Universitätsbibliotheken werden gegründet (Basel, Zürich, Bern, Lausanne und Genf).
Auch die Gesellschaft verändert sich, im 17./18. Jahrhundert bildet sich ein Bürgertum, welches nun vermehrt liest und sich weiterbildet. In den reformierten Städten werden Bürgerbibliotheken gegründet und im Zuge der Aufklärung und allgemeinen Schulpflicht etablieren sich Leihbibliotheken für die ländliche Bevölkerung und Lesegesellschaften (allerdings bleiben diese noch lange Zeit nur einer bestimmten Bevölkerungsschicht offen).
Die Unruhen der französischen Revolution erfassen auch die Schweiz und führen 1803 in der Gründung der neuen Kantone Aargau, Thurgau, Graubünden, Sankt Gallen, Tessin und Waadt. Im selben Zuge werden nun Kantonsbibliotheken gegründet, deren Schwerpunkt beim Sammeln, Archivieren und Erschließen der Regionalliteratur liegt. Klosterbesitz wird konfisziert und dient den neuen Bibliotheken als Anfangsbestand.
1848 wird durch die neue Verfassung die föderalistische Struktur des Schweizer Bundesstaates endgültig bestätigt, die Kantone und der Bund teilen sich die Aufgaben nach dem Subsidiaritätsprinzip auf. Gleichzeitig gründet der Bund für die neu entstanden politischen Ämter wie das Statistische Amt und das Militär eigene Bibliotheken und erhält das Recht, polytechnische Schulen zu gründen.
1900 wird die Schweizer Landesbibliothek (heute: Schweizerische Nationalbibliothek) in Bern eröffnet.
Der Großteil der Kantonsbibliotheken übernimmt eine Doppelfunktion. Sie sind nun sowohl Kantons- als auch Universitätsbibliotheken.
Innerhalb der Institute der Universität bildet sich eine Vielzahl an Spezial- und Fachbibliotheken.
Die Bibliotheken der Lesegesellschaften öffnen sich nun auch breiteren Schichten, sie werden als die Vorläufer der heutigen Stadtbibliotheken gesehen. Die Stiftung Schweizerische Volksbibliotheken organisiert sich.
Allgemein wird versucht, das Bibliothekswesen zu organisieren, indem unter anderem die Vereinigung Schweizer Bibliothekare (VSB, dann BBS, heute BIS) gegründet wird, die sich besonders um die Ausbildung und den Leihverkehr als Bindeglied zwischen den Bibliotheken kümmert.
Eine Koordination war dringend nötig, denn laut einer Statistik des Jahres 1911 hatten 81,8 % der damals existierenden Bibliotheken einen Bestand von weniger als 1000 Bänden, was eine fehlende Kommunikation im Bibliothekswesen aufzeigt.
Um dem entgegenzuwirken, werden zwei Maßnahmen ergriffen:
Einerseits werden einzelne Bibliotheken zu einer Zentralbibliothek zusammengelegt, welche eine Koordinationsfunktion innehat und als Zentralstelle für Kanton und Stadt agiert. Andererseits beginnen die Bibliotheken mit der Erstellung von Gesamtkatalogen (erstmals 1897 in Zürich).

### Auftrag der Schweizer Bibliotheken aufgeteilt nach Bibliothekstypen

#### Studien- und Bildungsbibliotheken
Eine Studien- und Bildungsbibliothek ist eine öffentliche Bibliothek, die der Bevölkerung Literatur und andere Dokumente zur Verfügung stellt, um den Zugang zu Information und Bildung zu ermöglichen. Sie dient ebenfalls der wissenschaftlichen Arbeit. Der Sammelschwerpunkt der Studien- und Bildungsbibliotheken liegt bei Publikationen, die für die Region von Interesse sind oder von ihr handeln.

##### Kantonsbibliothek
Jede Kantonsbibliothek hat eine eigene Mission, die durch die Kantone vergeben wird. Die Anschaffungspolitik wird aber nicht durch den Kanton vorgeschrieben. Sie folgt eher aus den ihr anvertrauten Aufgaben.
Die Kantonsbibliotheken erfüllen neben ihrem öffentlichen Auftrag auch einen regionalen Sammelauftrag (ähnlich wie die Nationalbibliothek, nur auf regionaler Ebene). Zusammen mit Archiven, anderen Bibliotheken und ähnlichen Institutionen sammelt sie diejenigen Publikationen, welche:
- in einem Verlag erscheinen, dessen Sitz im Kanton ist,
- vom Kanton oder seinen Einwohnern handeln,
- von einem Autor verfasst wurden, der aus dem Kanton stammt oder dort wohnt.

Diese kantonalen Publikationen heißen: Argoviensia (Kanton Aargau), Appenzellensia (Kanton Appenzell Innerrhoden und Kanton Appenzell Ausserrhoden), Basiliensia (Kanton Basel-Stadt und Kanton Basel-Landschaft), Bernensie (Kanton Bern), Glaronensia (Kanton Glarus), Rätica (Kanton Graubünden), Lucernensia (Kanton Luzern), Néocomensia (Kanton Neuenburg), Nidwaldensia (Kanton Nidwalden), Obwaldensia (Kanton Obwalden), Sangallensien (Kanton St. Gallen), Scaphusiana (Kanton Schaffhausen), Soloderensia (Kanton Solothurn), Thurgoviana (Kanton Thurgau), Uraniensia (Kanton Uri), Vallesiana (Kanton Wallis), Tugiensia (Kanton Zug), Turicensia (Kanton Zürich).
Die Kantonsbibliothek sammelt Dokumente, unabhängig von den Datenträgern. Das bedeutet: Monographien, laufende Publikationen, graue Literatur, unselbständige Literatur, Karten, Bilddokumente, Tondokumente, audiovisuelle Dokumente, elektronische Dokumente, Onlinedokumente, Radio- und Fernsehprogramme. Je nach Art der Publikation erhält die Bibliothek ein oder zwei Exemplare für die Ausleihe und das Archiv. Daneben stellt sie auch Regionalbibliographien zusammen.
Einzig die Bibliothèque de Genève, die Bibliothèque cantonale et universitaire Lausanne und die Bibliothèque cantonale et universitaire Fribourg haben eine Pflichtabgabe (franz.: dépôt légal).
Mit dem Ziel einer besseren Koordination haben sich die Kantonsbibliotheken am 20. Mai 2010 zur Schweizerischen Konferenz der Kantonsbibliotheken (SKKB) zusammengeschlossen.

#### Allgemein öffentliche Bibliotheken
Eine Allgemein öffentliche Bibliothek (früher Volksbibliothek) ist eine Freihandbibliothek, die der Allgemeinheit offensteht. Sie besitzt ein breites Angebot an Beständen und Dienstleistungen, um den Bürgern so die Chance zu geben, sich selbst zu informieren und zu bilden.

##### Stadt- und Gemeindebibliothek
Im Gegensatz zu den Kantonsbibliotheken haben die Stadtbibliotheken meistens nicht den Auftrag, die Exemplare aufzubewahren, sondern dem breiten Publikum den Zugang zu Information zu ermöglichen. Ihr Bestand deckt die Nachfrage in den Bereichen Information, Bildung und Erziehung, Kultur und Freizeit ab. Neben dieser Sach- und Fachliteratur stellt sie ebenfalls ein breites Angebot an Unterhaltungsmedien zur Verfügung. Die Mission der Stadtbibliotheken wird von der Stadt festgelegt, doch jede Bibliothek erstellt gemäß ihren Aufgaben eine eigene Anschaffungspolitik.
Eine Stadtbibliothek hat auch eine gewisse soziale Bedeutung, da sie oft als Begegnungsort genutzt wird. Außerdem richtet sie verschiedene Veranstaltungen wie Lesungen und Ausstellungen aus und ist somit ein wichtiger Ort für die lokale Kulturszene.

##### Schulbibliothek oder Mediothek
Die Aufgabe einer Schulbibliothek (heute wird sie häufig als Mediothek bezeichnet) besteht darin, den Schülerinnen und Schülern Literatur und andere Medien anzubieten, die für den Unterricht nötig sind. Eine weitere Aufgabe besteht darin, das Interesse am Lesen zu wecken und Literatur zu verbreiten, weswegen ansprechende Ausstellungen und andere Veranstaltungen (wie zum Beispiel Lesungen) sehr wichtig sind. Sie dient ebenfalls als pädagogische Einrichtung und unterstützt die Lehrkräfte bei ihrer Arbeit. Aus diesem Grund werden teilweise auch Lernwerkstätten, Nachhilfeunterrichte und ähnliches angeboten.

#### Allgemein wissenschaftliche Bibliotheken
Eine wissenschaftliche Bibliothek besitzt Publikationen aller Arten aus den Bereichen Studium und Forschung. Meistens hat sie sich auf ein bestimmtes Fachgebiet spezialisiert (siehe Fachbibliotheken). Neben dem Anbieten von wissenschaftlichen Veröffentlichungen recherchiert und publiziert sie oft auch selber. Ihre Aufgabe unterscheidet sich zwar von Allgemein öffentlichen Bibliotheken, trotzdem ist sie meistens öffentlich zugänglich.

##### Nationalbibliothek
Die Schweizer Nationalbibliothek (früher Landesbibliothek) wurde 1895 gegründet und umfasst heute rund drei Millionen Dokumente. Zur Bibliothek gehören auch einige Spezialsammlungen und -institutionen, so zum Beispiel das Schweizerische Literaturarchiv, die Graphische Sammlung und das Centre Dürrenmatt Neuchâtel.
Seit dem 1. Januar 2006 erhält die Nationalbibliothek ihren Leistungsauftrag vom Bundesrat, welcher ihr auch ein allgemeines Budget zur Verfügung stellt. Ihre Aufgaben sind in der Schweizer Verfassung festgehalten.
Was ihre Sammlungen betrifft, ist die Nationalbibliothek dafür verantwortlich, die Helvetica zu sammeln, zu erschließen und zu vermitteln. Die Helvetica umfasst alle Informationsträger, die:
- in der Schweiz erscheinen,
- einen inhaltlichen Bezug zur Schweiz oder ihrer Bevölkerung haben,
- ganz oder teilweise von Schweizer oder ausländischen Autoren (die mit der Schweiz verbunden sind) erstellt oder mitgestaltet werden.

Gesammelt werden: Monographien, laufende Publikationen, graue Literatur, unselbständige Literatur, Karten, Bilddokumente, Tondokumente, audiovisuelle Dokumente, elektronische Dokumente, Onlinedokumente, Radio- und Fernsehprogramme.
Die Nationalbibliothek in Bern, die Fonoteca Nazionale Svizzera (Schweizer Nationalphonothek) in Lugano und die Cinémathèque Suisse (Schweizer Filmarchiv) in Lausanne erhalten jeweils ein Exemplar zur Archivierung.

##### Universitäts- und Hochschulbibliothek
Die Aufgabe einer Universitäts- oder Hochschulbibliothek besteht darin, Literatur, Datenbanken und andere Publikationen aus den jeweiligen Fach- und Studienrichtungen zur Verfügung zu stellen. Oft deckt sie auch weitere Wissensgebiete ab. Historische Universitäten und Institutionen besitzen darüber hinaus häufig wertvolle Schriften und Drucke. Die Universitäts- oder Hochschulbibliothek ist in der Regel nicht öffentlich zugänglich, sondern steht vor allem den Studenten, Professoren und Assistenten offen.

#### Fach- und Spezialbibliotheken
Eine Fachbibliothek gehört meistens zu einer Institution, Firma, Museum oder Archiv und besitzt einen Bestand, der sich auf ein bestimmtes Wissensgebiet beschränkt. Sie dient hauptsächlich dazu, die Institution, der sie angehört, bei der Erfüllung ihrer Aufgabe und Arbeit zu unterstützen und die nötige Fachliteratur zur Verfügung zu stellen.
In der vom Bundesamt für Statistik in Zusammenarbeit mit dem Verein der Bibliotheken und der Bibliothekare der Schweiz (BBS) jährlich erstellten Statistik werden 5 Bibliothekskategorien unterschieden:
- Bibliotheken mit nationalem Auftrag,
- universitäre Bibliotheken,
- öffentliche Bibliotheken,
- Netze der Universitäten und
- Netze der Fachhochschulen.

### Verbundkataloge in der Schweiz

#### Verbundkatalog
Bei einem Verbundkatalog werden die Bestände von mehreren Bibliotheken zusammengeführt und einheitlich verzeichnet. Die jeweiligen Kataloge können bei einer Suche über eine einzige Oberfläche abgerufen werden. Der große Vorteil ist somit die einmalige Titelaufnahme innerhalb des Verbunds. Anschließend können die betreffenden Bibliotheken ihre Exemplare an diese Aufnahme anhängen. Es kann von einer Art „Arbeitsteilung“ innerhalb des Katalogisierens gesprochen werden. Oft werden zusätzlich unterschiedliche Kompetenzen bezüglich der Titelaufnahme an die teilnehmenden Institutionen verteilt und von einer Koordinationszentrale aus überwacht und unterstützt.
Verbundkataloge entstehen meist aus überregionalpolitischen Überlegungen oder innerhalb wissenschaftlicher Institutionen wie zum Beispiel bei Hochschulbibliotheken. Historisch betrachtet geht die Einführung von Verbundkatalogen auf erste Erscheinungen in den USA ab 1970 zurück. Dieser Trend zu Zusammenschlüssen von Katalogen setzte sich in der Schweiz in den letzten Jahren ebenfalls durch.
Beispiele von Verbundkatalogen in der Schweiz

#### Informationsverbund Deutschschweiz (IDS)
Ein bedeutender Verbundkatalog im deutschsprachigen Raum ist der im Jahr 2003 durch die Konferenz der Deutschschweizer Hochschulbibliotheken gegründete Informationsverbund Deutschschweiz (IDS). Er umfasst über 400 Bibliotheken und ist zusätzlich mit NEBIS (Netzwerk von Bibliotheken und Informationsstellen der Schweiz) verbunden. Gemäß Statuten des IDS (Art. 3) konzentrieren sich die Leistungen unter anderem auf „die Verwaltung und technische Führung gemeinsam gehaltener Daten“.
Der IDS setzt sich aus mehreren selbständigen Teilverbünden zusammen:
- IDS Basel/Bern
- IDS Luzern
- IDS St. Gallen
- IDS Zürich Universität
- IDS Zürich Zentralbibliothek
- NEBIS

Außerdem hat der IDS mit diversen Bibliotheken und Verbünden im In- und Ausland Partnerabkommen abgeschlossen:
- Aargauer Kantonsbibliothek
- Bibliothèque nationale de Luxembourg
- Kantonsbibliothek Graubünden
- Liechtensteinische Landesbibliothek
- Sistema Bibliotecario Ticinese
- St. Galler Bibliotheksnetz

#### Réseau des bibliothèques de Suisse occidentale (RÉRO)
Hinsichtlich seiner Bedeutung ist der Verbundkatalog der Westschweizer Bibliotheken RERO das Pendant zum IDS. Daran beteiligt sind 180 Bibliotheken  aus den Kantonen Genf, Jura, Freiburg, Neuenburg und Wallis. Eine wichtige Rolle spielen dabei zusätzlich die Bibliotheken der drei Westschweizer Universitäten Genf, Neuenburg und Freiburg.
Ein Ziel des RÉRO ist die Koordination von Wissenschafts- und Studienbibliotheken der Romandie im Kontext einer einheitlichen Dokumentationspolitik gemäß der jeweiligen Kompetenzen und Ressourcen. Im Vordergrund stehen dabei die Entwicklung und die Organisation eines gemeinsamen Netzes, welches jedem Benutzer erlaubt, auf den Gesamtbestand des Verbundes zuzugreifen.
Die Online-Publikationen und Hochschulschriften von den beteiligten Universitäten Fribourg, Neuchâtel, Lausanne und Genf werden in RÉRO DOC veröffentlicht. Die Open-Access-Initiative bietet den Mitgliedsuniversitäten somit ein digitales Archivs für ihre Dokumente.

#### Schweizer Virtueller Katalog (CHVK)
Am Schweizer Virtueller Katalog (CHVK) beteiligen sich rund 60 Bibliotheken aus der Schweiz und Liechtenstein. Es handelt sich hier um einen Meta-Katalog, der eine gleichzeitige Abfrage in aktuell siebzehn Bibliothekskatalogen gewährleistet. Aus einer konkreten Suchanfrage resultieren jeweils Trefferlisten der verschiedenen konsultierten Bibliothekskataloge. Insgesamt können dadurch über 9,1 Millionen Bücher und Zeitschriften abgefragt werden. Eine eigene Datenbank unterhält der CHVK nicht.

### Zukunft und Projekte
Kulturell orientiert sich die Schweiz sehr stark am Ausland. Das liegt vor allem daran, dass die Zentren der drei Landessprachen nicht in der Schweiz, sondern in Deutschland, Frankreich und Italien liegen. Daher ist eine Zusammenarbeit mit ausländischen Institutionen im Informationsbereich für das Schweizer Bibliothekwesen unabdingbar. Außerdem wird diese internationale Zusammenarbeit durch den Zusammenschluss der Staaten innerhalb der EU und der wachsenden Vernetzung im Bereich der digitalen Kommunikation vereinfacht und gefördert.
Ein wichtiges Projekt ist dabei die Conference of European National Librarians (CNL). Ihr Ziel ist die Stärkung der Rolle der europäischen Nationalbibliotheken. Besonderes Augenmerk liegt dabei auf der Zugänglichkeit des nationalen kulturellen Erbes. Zu diesem Zweck lancierten sie „The European Library“, eine virtuelle gesamteuropäische Bibliothek, die in elektronischer Form die Bestände der verschiedenen europäischen Nationalbibliotheken integriert und die Suche erheblich vereinfacht. Seit 2005 kann die Öffentlichkeit auf diese Quelle zugreifen.
Bei anderen Projekten handelt es sich eher um eine internationale Standardisierung von Daten, um die Benutzung und den Austausch zu vereinfachen. Das europäische Projekt Linking and Exploring Authority Files (LEAF), an dem die Schweizerische Nationalbibliothek wesentlich beteiligt ist, beschäftigt sich mit dem Aufbau einer Konkordanzdatei, die die Autoritätseintragungen mehrerer Datenbanken miteinander verknüpft. Auch das Projekt Multilingual Access to Subjects (MACS) kümmert sich um die Vereinheitlichung von Eintragungen. Es arbeitet an einem System, welches, von bereits existierenden Indexierungssprachen ausgehend, den mehrsprachigen thematischen Zugang zu bibliographischen Katalogen ermöglicht.
Auch innerhalb der Landesgrenze existieren Projekte, um Schweizer Kulturgut möglichst effizient zu verwalten und zugänglich zu machen. Diese widmen sich vor allem den audiovisuellen Medien. Da ihre Aufbewahrung besonderen Lagerungsbedingungen unterliegt und eine umfassende Sammlung eine enge Zusammenarbeit der archivierenden mit den produzierenden Institutionen (z. B. Rundfunkstationen) verlangt, wurde eine Vereinigung gegründet, die das Sammeln, das Aufbewahren und die Vermittlung audiovisueller Dokumente der Schweiz zum Ziel hat (Memoriav – Verein zur Erhaltung des audiovisuellen Kulturgutes der Schweiz).
Für die nähere Zukunft zeichnen sich vor allem zwei Schwerpunkte in der Bibliothekspolitik ab. Erstens soll eine umfassende elektronische Sammlung (e-Helvetica) realisiert werden, welche unter anderem Publikationen enthalten wird, die via Internet abrufbar sind. Dabei steht vor allem die Entwicklung von Lösungen im Vordergrund, die auch in Zukunft die Interpretier- und Lesbarkeit der Daten garantieren.
Der zweite Schwerpunkt liegt in der Anpassung der Angebote der Bibliotheken an die Bedürfnisse der Benutzer sowie der Integration von Elementen des New Public Management. Dadurch soll eine effiziente Verwaltung und höhere Kundenzufriedenheit erreicht werden.